# Neptis swynnertoni
Neptis swynnertoni är en fjärilsart som beskrevs av Henry Trimen 1912. Neptis swynnertoni ingår i släktet Neptis och familjen praktfjärilar. Inga underarter finns listade i Catalogue of Life.